# Charles-Henry Bizard
Pour les articles homonymes, voir Bizard.

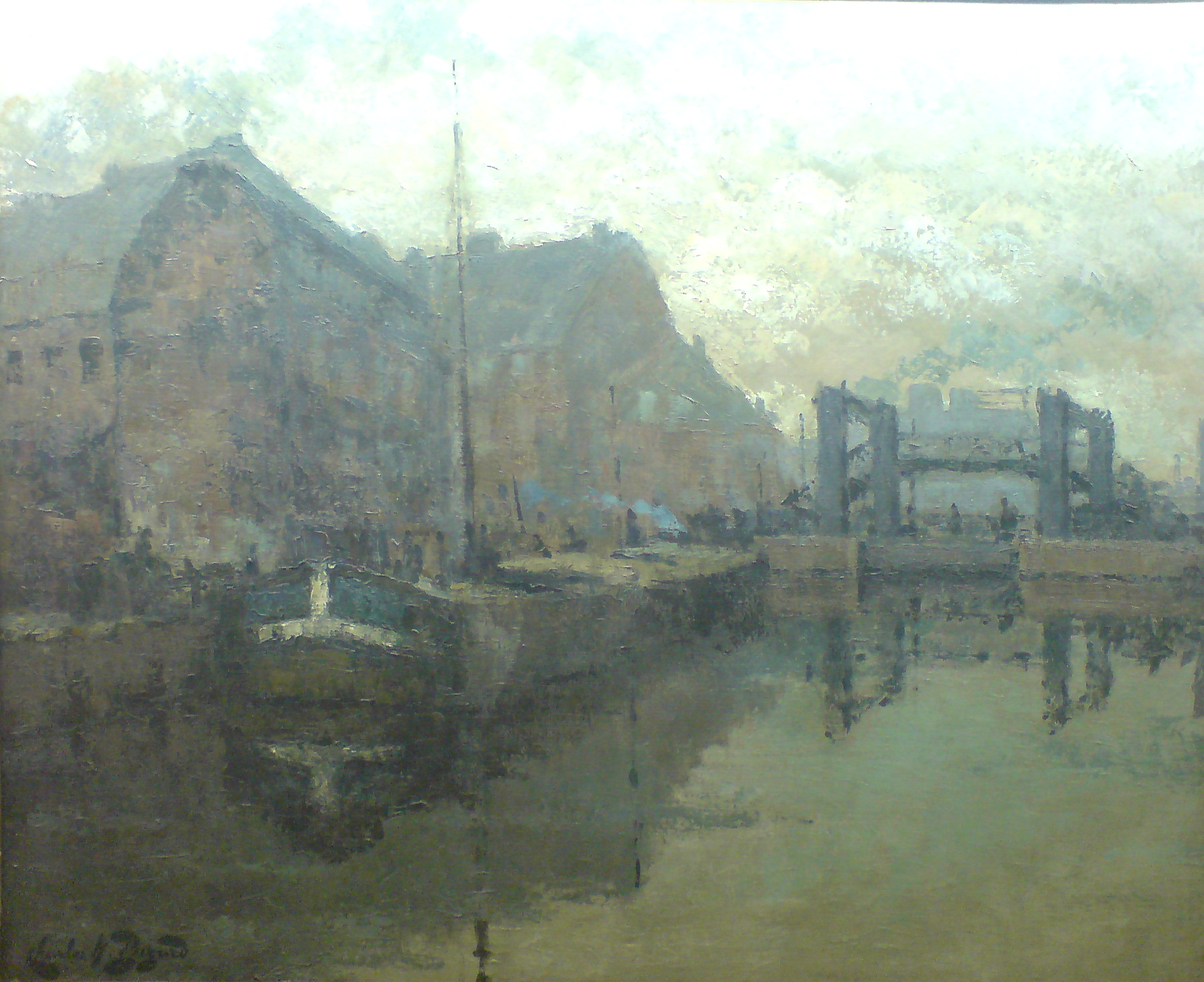
Le canal de Roubaix, vers 1936, peint par Charles-Henry Bizard (1887-1954), tableau conservé au musée La Piscine, Roubaix.

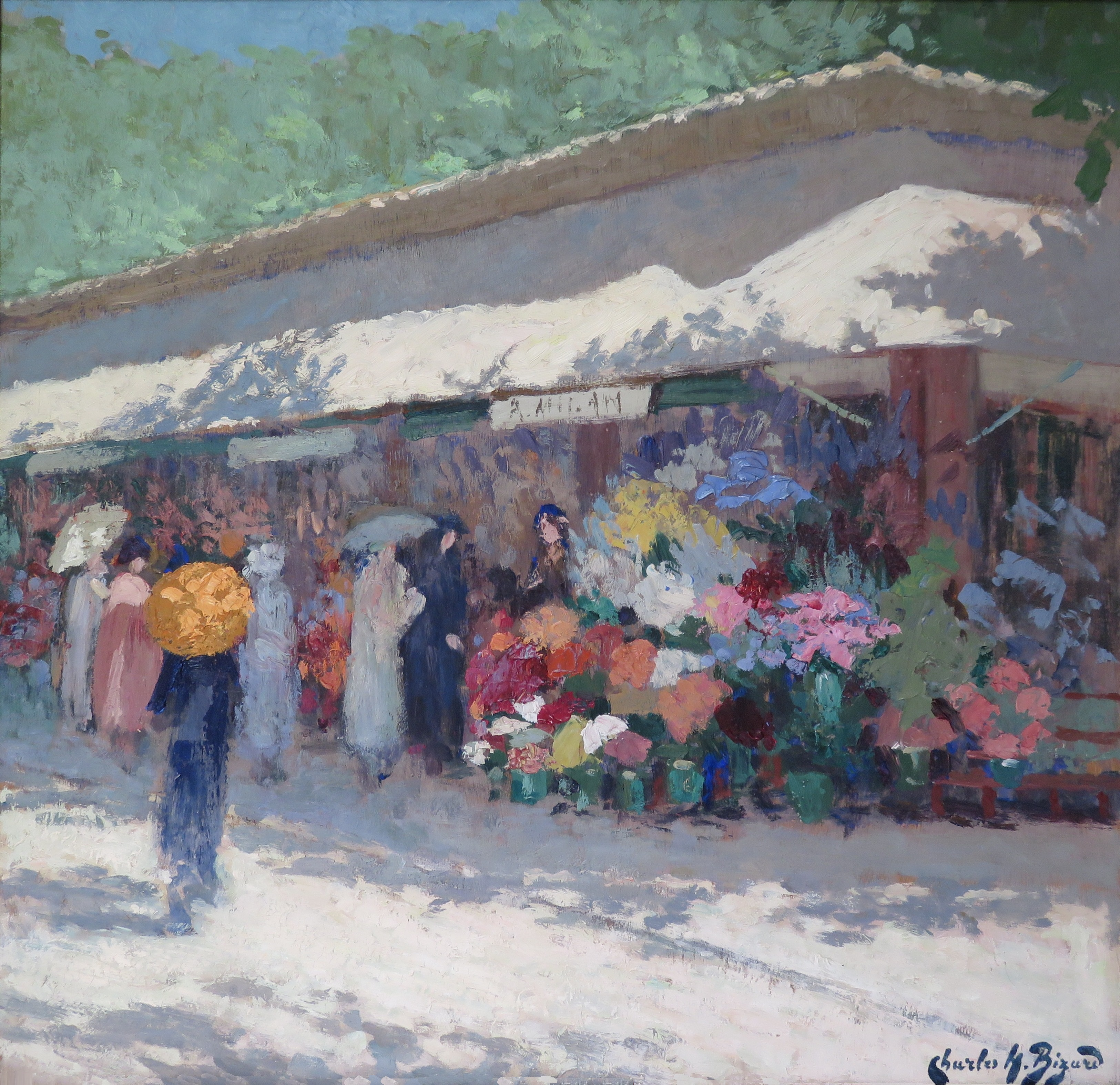
Marché aux fleurs à Aix-les-Bains, peint par Charles-Henry Bizard (1887-1954).

Charles-Henry Joseph Bizard, né à Roubaix le 14 novembre 1887 et mort à Lyon le 1er novembre 1954, est un artiste peintre français.

## Biographie
Élève de Pharaon de Winter et d'Eugène Deully, sourd de naissance, membre de la Société des artistes français, officier d'Académie, il meurt accidentellement à Lyon.
Il a exposé au Salon des artistes français de 1925 à 1945, au Cercle des beaux-arts à Madrid en 1928, à la Société des beaux-arts à Nice et à Roubaix. Paysagiste, il obtient une mention Honorable au salon de 1934, la Médaille d'Argent et le prix Paul Liot au salon de 1939, le prix Justin Claverie au salon de 1941, le Prix de la ville de Paris 1941 ; le prix Dagnan Bouveret au salon de 1943.
Il a peint des vues du Nord brumeux et laborieux : Rue du Curé à  Roubaix (collection Motte), le Port de Roubaix en activité (ville de Paris), Rue de la cloche à Tourcoing (Musée de Tourcoing), Boulevard Gambetta (Musée de Roubaix). En Savoie à partir de 1932, il a peint aussi la nature ensoleillée de cette province, ses villages et vieux quartiers : Vieille boutique de Conflans (Musée d'Albertville), Automne savoyard (Musée de Douai), Aix-les-Bains, le Matafan (acquis par l’État en 1938).
Il est fait officier de l'Instruction publique en 1938.

## Œuvres
Liste donnée par René-Édouard Joseph.
- Port en activité
- Dernier refuge au béguinage de Bruges
- Rue du curé à Roubaix
- Rue de la cloche à Tourcoing
- Boulevard Gambetta
- Vieille boutique de Conflans
- Automne savoyard
- Aix-les-Bains, le Matafan

## Collections publiques
- Albertville, hôtel de ville, musée d'Art et d'Histoire
- Douai, musée de la Chartreuse
- Dunkerque, musée des Beaux-Arts
- Paris, Fonds municipal d'art contemporain, Fonds national d'art contemporain
- Roubaix, La Piscine, musée d'Art et d'Industrie André Diligent
- Tourcoing, MUba Eugène-Leroy

## Prix et distinctions
- Officier d'académie (1927)[4]
- Officier de l'Instruction publique (1938)
- Prix Paul Liot (1939)
- Médaille d'argent du Salon des artistes français (1939)
- Prix de la ville de Paris (1941)
- Prix Justin Claverie (1941)
- Prix Dagnan Bouveret (1943)